# 布勞瑙 (圖爾高州)

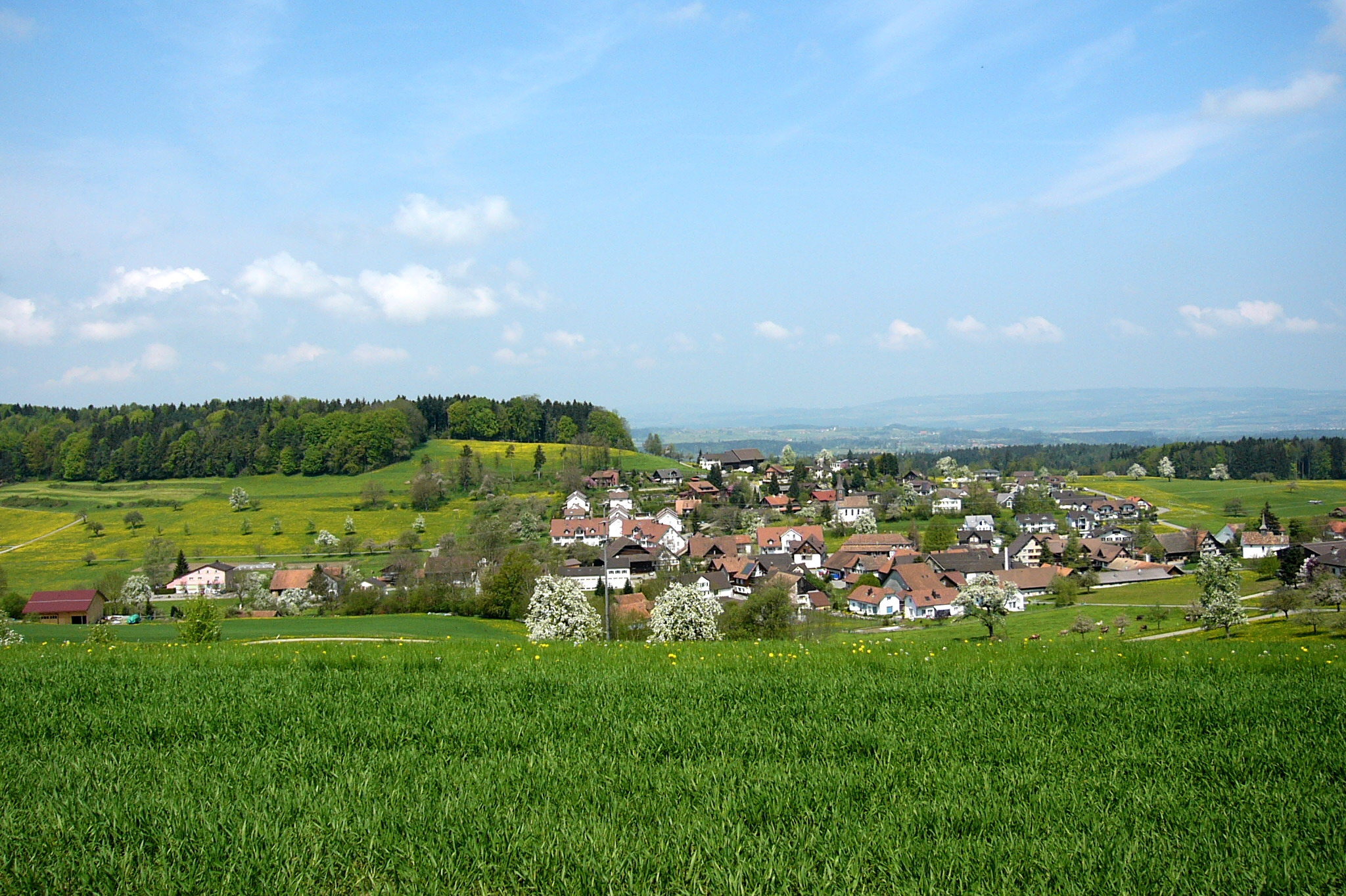

布勞瑙是瑞士的城鎮，位於該國東北部，由圖爾高州負責管轄，面積9.17平方公里，海拔高度670米，2012年人口711，一半人口信奉基督教，人口密度每平方公里78人。